# Kushti

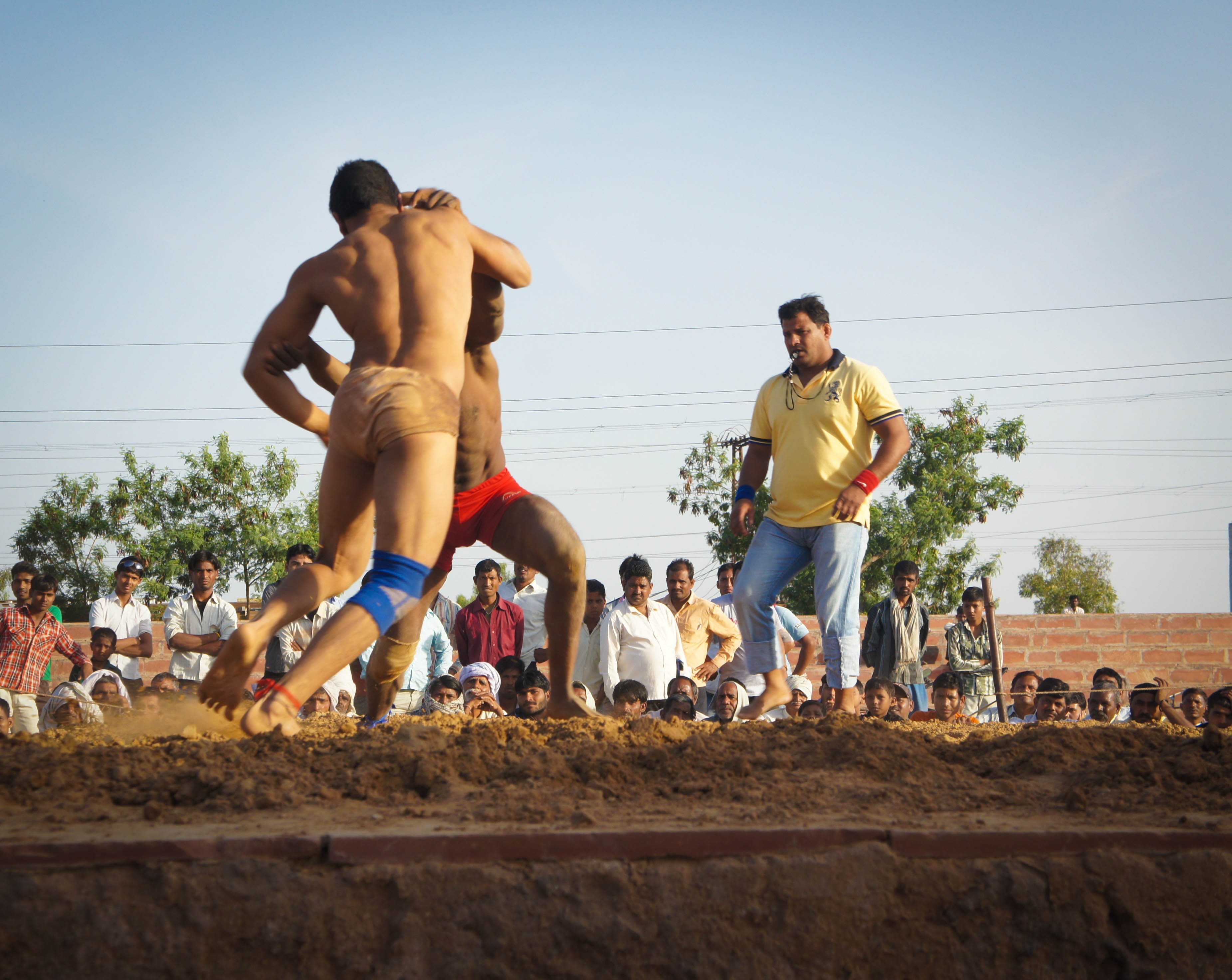
Kushti-Wettkampf in Bharatpur (2013)

Kushti (auch Pehlwani) ist eine traditionelle indische Form des Ringens. Der Ursprung der Kampfsportart wird in die Zeit des 5. Jahrhunderts eingeordnet. Kushti ist dabei nicht nur eine extrem körperbezogene Sportart, viel eher ist es eine Art Subkultur. Die Sportler leben und trainieren gemeinsam und halten sich dabei an strenge Regeln. Diese betreffen zum einen das Essverhalten der Sportler, aber auch deren Freizeitaktivitäten. So sind beispielsweise das Rauchen, Sex und Alkohol strengstens verboten. Der Fokus der Sportler bezieht sich auf ein einfaches Leben, in dem sie ihre Muskelkraft aufbauen und ihre Ringer-Fähigkeiten verbessern. Kushti ist ein aussterbender Sport, dennoch gibt es noch viele Regionen, in denen der Sport auch heute noch praktiziert wird.

## Training
Das Training findet auf sandigem Boden statt. Ursprünglich wurde mit großen Steinringen, Steinblöcken oder Baumstämmen trainiert. Heute werden noch immer Baumstämme für das Ebnen des Platzes sowie einige Kraftübungen genutzt.
Wegen der hohen Temperaturen beginnt das Training bereits in den frühen Morgenstunden und dauert bis zu 6 Stunden. Zu den klassischen Trainingseinheiten gehören Langstreckenläufe von bis zu 16 km, Kletterübungen sowie Kraft- und Sprungübungen.

## Ernährungsregeln
Für die Wrestler gelten die Regeln der Samkhya-Philosophie. Diese teilt Speisen in drei Kategorien ein:  sattvische (rein, nahrhaft), rajasische (würzig, anregend) sowie tamasische (schwere) Speisen. Die Sportler meiden die schweren Speisen und bevorzugen die reine und nahrhafte Speisenvielfalt. Dazu gehören Milch, Eier, Mandeln, Butterschmalz (Ghee) und Chapati, eine Art indischen Fladenbrots. Fleisch gehört nicht zu den Nahrungsmitteln der Sportler, sie leben vegetarisch.

## Kushti-Wettkämpfe
Außer in Indien kann man regelmäßige Kushti-Wettkämpfe heute noch in Dubai erleben. Durch die vielen Gastarbeiter aus Indien und Pakistan kam die traditionelle Kampfkunst auch in das arabische Emirat. Jeden Freitag treffen sich Sportler und Publikum auf dem großen sandigen Platz direkt vor dem Hyatt. Gegen 17.30 Uhr formen Zuschauer eine kreisrunde Arena und verschiedene Kämpfer treten in deren Mitte gegeneinander an. Das Spektakel ist kostenfrei. Lediglich der jeweilige Sieger des Kampfes geht am Ende durch die Reihen, um etwas Geld zu sammeln.